# Lijst van Brusselse ministers van Stedelijk beleid
Dit is een lijst van ministers van Stedelijk beleid in de Brusselse Hoofdstedelijke Regering.

## Lijst
| Nr. | Minister | Minister                         | Partij | Partij                                 | Begin            | Einde            | Regering(en)                    | Bevoegdheid                                    |
| --- | -------- | -------------------------------- | ------ | -------------------------------------- | ---------------- | ---------------- | ------------------------------- | ---------------------------------------------- |
| 1   |          | Hervé Hasquin (1942)             |        | PRL                                    | 23 juni 1995     | 14 juli 1999     | Picqué II                       | Stadsontwikkeling                              |
| 2   |          | Didier Gosuin (1952)             |        | FDF                                    | 23 juni 1995     | 1 januari 2002   | Picqué II, Simonet I, de Donnea | Stedelijke Vernieuwing/ Renovatie/ Vernieuwing |
| 3   |          | Jacques Simonet (1963-2007)      |        | PRL                                    | 14 juli 1999     | 18 oktober 2000  | Simonet I                       | Stadsvernieuwing                               |
| S   |          | Eric André (1955-2005)           |        | PRL                                    | 14 juli 1999     | 18 oktober 2000  | Simonet I                       | Stadsvernieuwing                               |
| 4   |          | François-Xavier de Donnea (1941) |        | PRL                                    | 18 oktober 2000  | 6 juni 2003      | de Donnea                       | Stedelijke Vernieuwing                         |
| 5   |          | Daniel Ducarme (1954-2010)       |        | PRL                                    | 6 juni 2003      | 18 februari 2004 | Ducarme                         | Stedelijke Vernieuwing                         |
| (3) |          | Jacques Simonet (1963-2007)      |        | MR                                     | 18 februari 2004 | 19 juli 2004     | Simonet II                      | Stedelijke Renovatie                           |
| S   |          | Willem Draps (1952)              |        | PRL                                    | 18 februari 2004 | 19 juli 2004     | Simonet II                      | Stedenbouw                                     |
| 6   |          | Charles Picqué (1948)            |        | PS                                     | 19 juli 2004     | 16 juli 2009     | Picqué III                      | Stedelijke Renovatie                           |
| S   |          | Françoise Dupuis (1949)          |        | PS                                     | 19 juli 2004     | 16 juli 2009     | Picqué III                      | Stedenbouw                                     |
| S   |          | Emir Kir (1968)                  |        | PS                                     | 16 juli 2009     | 17 oktober 2012  | Picqué IV                       | Stedenbouw                                     |
| S   |          | Rachid Madrane (1968)            |        | PS                                     | 17 oktober 2012  | 20 juli 2014     | Picqué IV, Vervoort I           | Stedenbouw                                     |
| 7   |          | Évelyne Huytebroeck (1948)       |        | Ecolo                                  | 7 mei 2013       | 20 juli 2014     | Vervoort I                      | Stadsvernieuwing                               |
| 8   |          | Rudi Vervoort (1958)             |        | PS                                     | 20 juli 2014     | heden            | Vervoort II, III                | Stedelijk Beleid/ Stadsvernieuwing             |
| S   |          | Pascal Smet (1967)               |        | one.brussels-sp.a/one.brussels-Vooruit | 18 juli 2019     | 18 juni 2023     | Vervoort III                    | Stedenbouw                                     |
| S   |          | Ans Persoons (1979)              |        | one.brussels-Vooruit                   | 23 juni 2023     | heden            | Vervoort III                    | Stedenbouw                                     |